# Опсада Меца (1870)
Опсаду Меца извршили су Пруси под командом Фридриха Карла 1870. године током Француско-пруског рата. Завршена је пруском победом и освајањем града.

## Опсада
Рајнска армија је одбачена у Мец након пораза код Марс-ла-Тура (16. августа) и Гравлот-Сен-Прива (18. августа). Око 200.000 људи под командом принца Фридриха Карла је блокирало француску армију у Мецу. И поред довољне снаге да пробије опсаду, француски командант Базен био је неодлучан и неактиван. После покушаја пробоја код Ноасвила, он се поново затворио у Мец. Само је повремено изводио безуспешне нападе. Када му је понестало хране, 27. октобра, капитулирао је. Немци су имали 240 официра и 5500 војника погинулих и рањених и 44 официра и 1054. војника умрлих од болести. Оружје је предало 173.000 француских војника од којих 6000 официра и 3 маршала. Мировним уговором у Франкфурту на Мајни, Мец је припао Немачкој.